# Walter Sickert

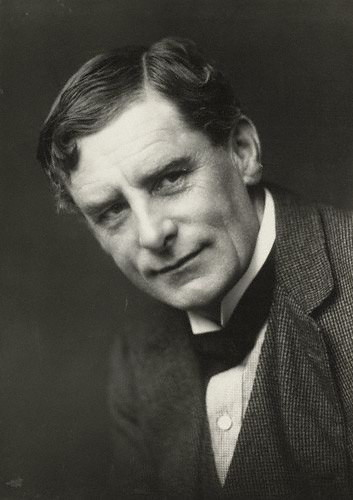
Walter Sickert, 1911, Fotografie von George Charles Beresford

Walter Richard Sickert (* 31. Mai 1860 in München, Königreich Bayern; † 22. Januar 1942 in Bath, Vereinigtes Königreich) war ein in Deutschland geborener englischer Maler. Er gilt als exzentrische, aber einflussreiche Figur des Überganges vom Impressionismus zur Moderne.

## Leben und Werk
Sickert kam aus einer Familie, der zahlreiche Maler entstammten. Sein Vater Oswald war dänisch-deutscher und seine Mutter Eleanor anglo-irischer Herkunft. 1868 ließ sich die Familie in England nieder. Mit 17 Jahren verließ Walter die Schule. Da sein Vater der Malerei ablehnend gegenüberstand, wurde er zunächst Schauspieler. Er übernahm kleinere Rollen in Sir Henry Irvings Gesellschaft, bevor er als Assistent in die Werkstatt von James McNeill Whistler eintrat. Sickert war ein Kosmopolit, der jedoch „normale“ Leute und Schauplätze als Themen für seine Bilder bevorzugte. In vielen Musikhallen- oder Theaterszenen zeigte sich der Einfluss Degas’ und Whistlers. Nach seiner ersten Ausstellung 1884 nannte man ihn in Fachkreisen einen Schüler Whistlers.
Sickert war dreimal verheiratet. 1885 heiratete er Ellen Cobden, die Tochter des Unternehmers und liberalen Politikers Richard Cobden. Die Ehe wurde 1899 geschieden. 1911 schloss er eine Ehe mit der 18 Jahre jüngeren Christine Drummond Angus, die 1920 starb. 1926 heiratete er seine langjährige Freundin, die Malerin Thérèse Lessore.

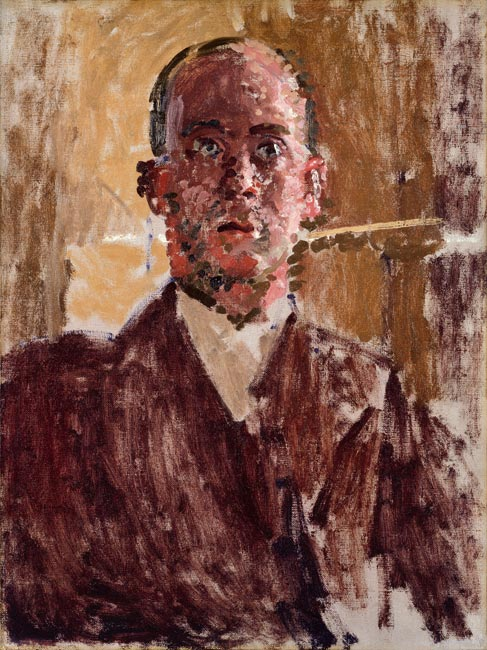
Walter Sickert: Portrait of Harold Gilman, 1911

Sickert fertigte zahlreiche Bilder und Skizzen der Londoner Musikhallen und ihres Publikums an und hielt auch Abendkurse ab. Viele seiner Arbeiten wurden im New English Art Club (dem Gegenpart zur Royal Academy) ausgestellt. 1894/95 wurden seine Zeichnungen in Aubrey Beardsleys berühmtem Yellow Book abgedruckt.
Nach seiner Scheidung von Ellen Cobden lebte er in Venedig, Paris und an der französischen Atlantikküste in Dieppe und Neuville-au-Plain. Dort lebte er bei Madame „Titine“ Villain und zeugte ihren Sohn Maurice. 1905 kehrte er nach London zurück und ließ sich in Soho nieder. Er unterrichtete am Westminster Institute. Eine seiner Schülerinnen war die Malerin Sylvia Gosse, die ihn bis zu seinem Tod begleitete. 1907 war er gemeinsam mit Harold Gilman Gründungsmitglied der Fitzroy Street Group und gründete, wiederum mit Gilman, 1911 die Camden Town Group der britischen Maler. Kurz vor dem Ersten Weltkrieg setzte er sich für die Modernisten Lucien Pissarro, Jacob Epstein, Augustus John und Wyndham Lewis ein.

„Ich saß neben Sickert & hatte ihn gerne, wie er auf seine arbeiterhafte, aber überhaupt nicht gesellschaftsfähige Art über Malerei sprach & über Whistler. Die ungezwungene Art, mit der dieser Künstler redet, hat etwas mir unbeschreiblich Geistesverwandtes; seine Werte dieselben wie meine & deshalb richtig; keine Behinderungen; das Leben reizvoll, gut & interessant; keine Anstrengung; die Kunst grübelt ruhig über all das nach; & nichts von diesem Verhaftetsein an weltliche Dinge, dem ich in Chelsea begegne.“

Degas hatte ihn inspiriert, Fotografien als Grundlage für seine Bilder zu benutzen. In seiner Spätphase verwendete Sickert fast ausschließlich Fotografien und Nachbearbeitungen viktorianischer Bilder. Auch schrieb und unterrichtete er viel. 1924 wurde Sickert Mitglied der Royal Academy. 1941 wurde er mit einer großen Einzelausstellung in der National Gallery geehrt. Im folgenden Jahr starb er in Bath. Einer von Sickerts besten Freunden und Förderern war der Zeitungsbaron Lord Beaverbrook, der die größte Einzelsammlung von Sickerts Werken zusammentrug. Diese Sammlung, wie auch die Korrespondenz zwischen Sickert und Beaverbrook befindet sich in Kanada, in der Beaverbrook Kunstgalerie in Fredericton, Neubraunschweig.
Sickert war auch mit dem Maler Charles Isaac Ginner bekannt.

## Familie
Sickert war der Enkel von Johann Jürgen Sickert sowie der ältere Bruder von Bernhard Sickert. Seine Schwester Helena Swanwick wurde Feministin und Pazifistin und war in der Suffragettenbewegung aktiv.

## Ausstellungen
2022 widmete die Tate Britain Sickert eine größere Ausstellung.

## Sickert und die Jack-the-Ripper-Theorien
1888 schrieb Sickert mehrere mit Skizzen illustrierte Briefe an die Londoner Polizei, in denen er sich als Jack the Ripper bezeichnete. Er malte ein Bild von “Jack the Ripper’s Bedroom” sowie imaginierter Mordszenen.

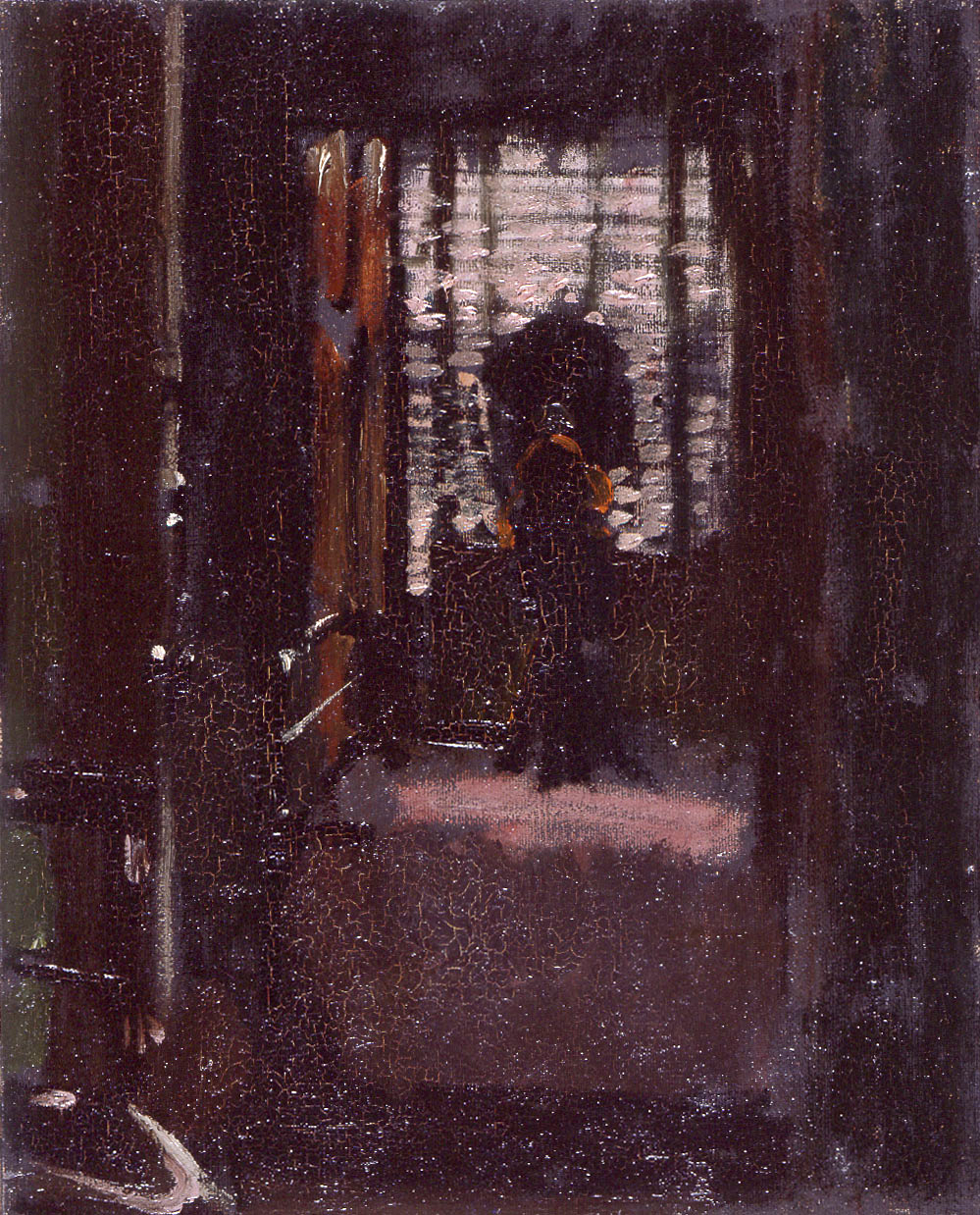
Jack the Ripper’s Bedroom

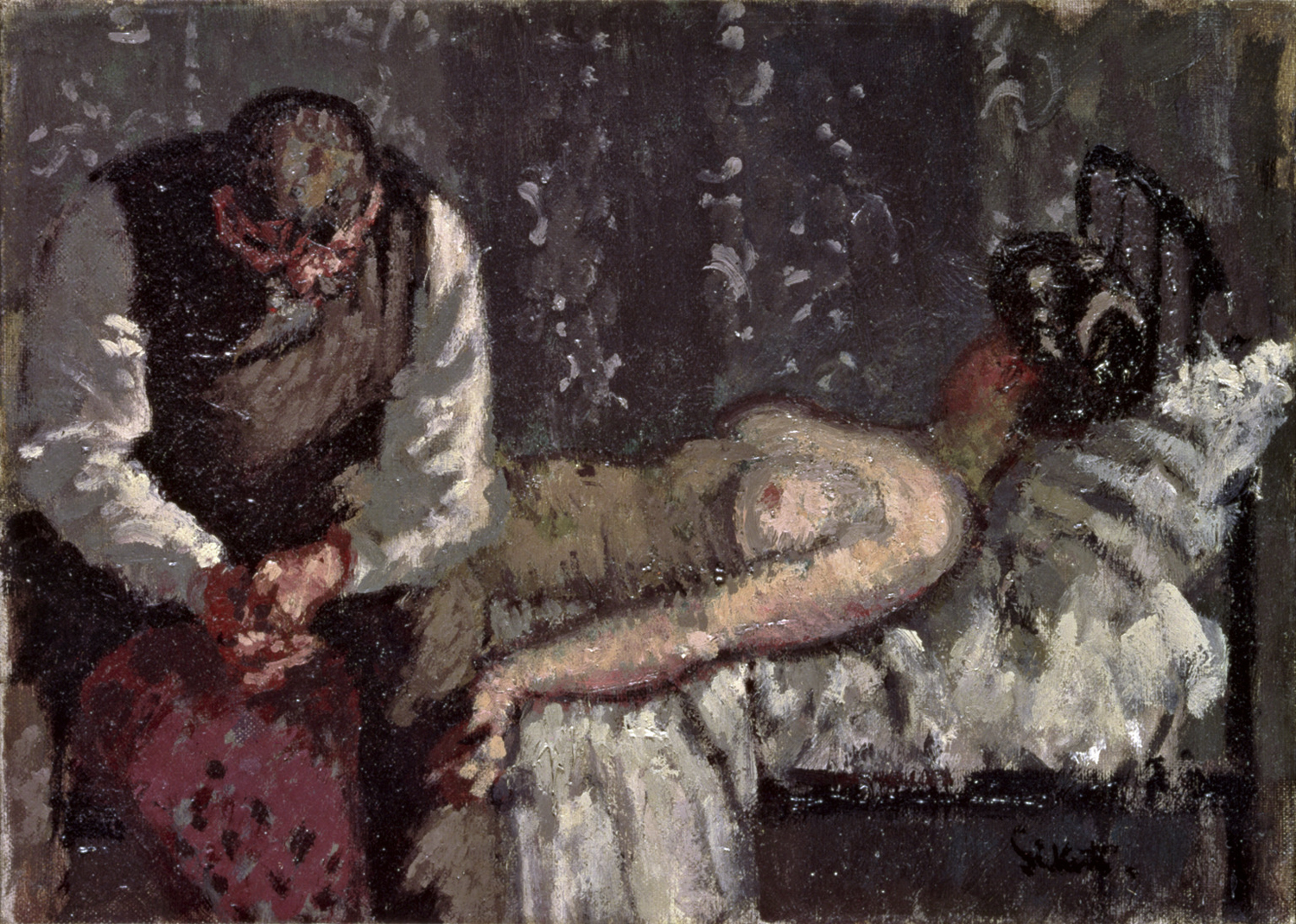
Walter Sickert: The Camden Town Murder oder What Shall We Do for the Rent?, 1908

Sickert wurde mehrfach als der Serienmörder Jack the Ripper identifiziert (s. Literaturliste), erstmals 1976 von Stephen Knight, 2002 auch von Patricia Cornwell.
Die Behauptungen werden jedoch von den meisten Fachleuten abgelehnt.

### Maler
- Biographie (englisch)

### Beiträge zum Verdacht bzgl. Jack the Ripper
- Joseph Phelan, Cornwell v. Sickert: Portrait of the Artist as a Serial Killer (Porträt des Künstlers als Serienmörder (2002), Rezension (englisch))
- Rezension des Buches von Patricia Cornwell (englisch)
- Stephen Knights Theorie 1978 (englisch)
- Täterdiskussion auf jacktheripper.de